# Westminster (Maryland)
Westminster è un comune degli Stati Uniti d'America, situato nella contea di Carroll nello Stato del Maryland.